# Bombus sylvicola
Bombus sylvicola (saknar svenskt namn) är en insekt i överfamiljen bin (Apoidea) och släktet humlor (Bombus) som finns i Nordamerika.

## Taxonomi
Bombus sylvicola är mycket lik lapphumla, och det har upprepade gånger föreslagits att de skall betraktas som en och samma art. En DNA-analys har visat en stark men inte helt fullständig överensstämmelse, och när detta skrivs (2024) betraktas fortfarande de två taxonen som skilda arter.

## Beskrivning
Humlan, som har en medellång tunga, är övervägande gulpälsad med en svart fläck på mellankroppen mellan vingfästena. De två första och de två näst sista segmenten på bakkroppen är gula, och bakkroppsspetsen är svart. För bakkroppssegment 3 och 4 finns det två färgvarieteter: En som främst finns i Kaskadbergen och Sierra Nevada, där vanligtvis dessa segment är svarta med få eller inga gula hår, och en som har segmenten orangeröda. Honorna har dessutom svart ansikte, till skillnad från hanarna som har gult. .      

## Ekologi
Habitatet utgörs av öppna gräsmarker och ängar i bergen. I södra delen av dess utbredningsområde, som Kalifornien, förekommer den på höjder mellan 2 400 m och 4 200 m.
Hanarna är patrullerare, de flyger runt i bestämda banor där de försöker locka till sig parningsvilliga ungdrottningar med hjälp av feromoner. Boet byggs vanligen under jorden, men kan ibland läggas på markytan. De övervintrande drottningarna kommer fram i början av juni, arbetarna i slutet av juni och hanarna i början av juli. I slutet av september – början av oktober upplöses kolonierna och alla djuren dör, utom de nya drottningarna som övervintrar i jorden.
Humlan samlar nektar och pollen från ett flertal växtfamiljer, främst från familjerna korgblommiga växter (som Raillardella, korsörter, Chrysothamnus, Haplopappus och skråpsläktet) samt ärtväxter (som sötväpplingar och lupiner), men även från nejlikväxter (som narvar), dunörtsväxter (som mjölkesläktet), kransblommiga växter (som Monardella) samt ljungväxter (som lappljungssläktet).

## Utbredning
Bombus sylvicola finns i större delen av norra Nordamerika, inte minst i Kaskadbergen, Sierra Nevada och Klippiga bergen. Utbredningsområdet sträcker sig från Alaska i USA över Kanada via Yukon, Northwest Territories, Nunavut och British Columbia österut till Manitoba och dessutom i Québec och Newfoundland och Labrador, samt vidare i USA i delstaterna Washington i nordväst till Kalifornien i sydväst och österut till Montana, Utah, Wyoming, Colorado och New Mexico.

## Bevarandestatus
Arten har beskrivits som både "ovanlig" ("uncommon") och "förhållandevis vanlig" ("moderately common"). Populationen är emellertid stabil, och Internationella naturvårdsunionen (IUCN) anger inga egentliga hot mot arten utan listar den som livskraftig (LC).